# Let's go faraway
「Let's go faraway」（レッツ ゴー ファラウェイ）は、日本の歌手Soweluの10枚目のシングルである。2005年6月22日発売。発売元はデフスターレコーズ。

## 概要
- PV監督は竹石渉。

## 収録曲
1. Let's go faraway [4:13]
作詞：白木裕子（ナチュラル ハイ）／作曲・編曲：原田卓也
2. Morning Train (9 to 5) [3:35]
作詞・作曲：F.Palmer／編曲：福山泰史
3. Let's go faraway (less vocal) [4:09]
4. Morning Train (9 to 5) (less vocal) [3:34]

## 収録アルバム

### Let's go faraway
- コラボレーション『Heads or Tails?』（2005年7月20日）
※Mine-Chang Remix
- オリジナル『24 -twenty four-』（2006年7月12日）
- ベスト『Sowelu THE BEST 2002-2009』（2009年3月18日）
- HOME MADE 家族『FAMILY TREE -SIDE WORKS COLLECTION VOL.1-』（2010年4月7日）
※Let's go faraway feat.MICRO from HOME MADE家族 (Mine-Chang Remix)

### Morning Train (9 to 5)
- ベスト『Sowelu THE BEST 2002-2009』（2009年3月18日）

## タイアップ
- Let's go faraway：マックスファクター『リップフィニティ プロ』CMソング
- Morning Train (9 to 5)：サントリーチューハイ『カロリ。』CMソング